# Iwan Zarucki

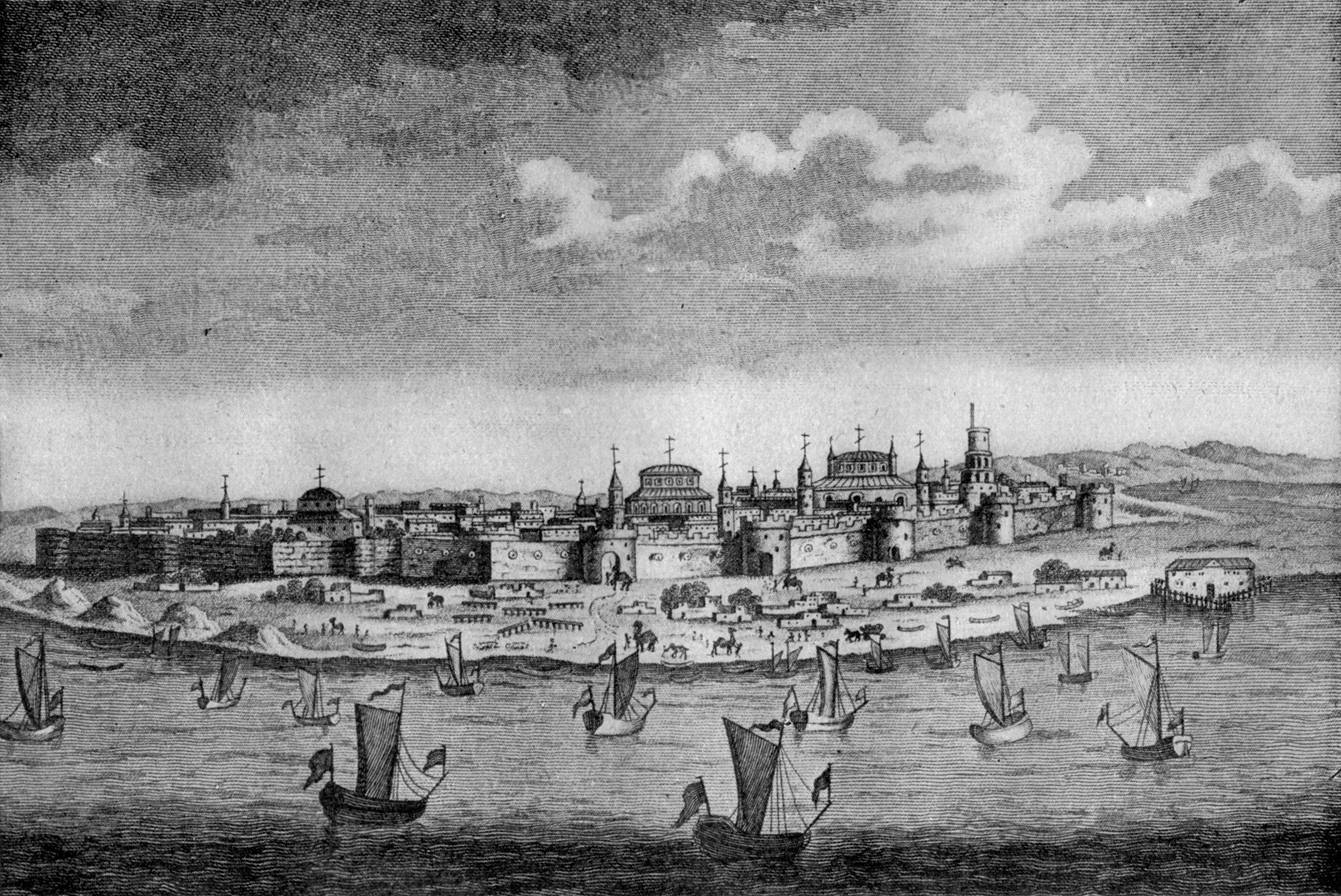
Astrachań w XVII wieku

Iwan Martynowicz Zarucki, Iwan Martynowicz Zarudzki (ros. Иван Мартынович Заруцкий, ur. pod Tarnopolem, zm. 1614 w Moskwie) – ataman Kozaków dońskich, uczestnik Dymitriad i powstania Bołotnikowa.

## Życiorys
Pochodził z chłopskiej rodziny spod Tarnopola. Urodził się w Zarudzie. W młodości wzięty w jasyr przez Tatarów krymskich wychował się w ordzie. Poznał  język tatarski i stepowe obyczaje. Po ucieczce z Krymu przyłączył się do Kozaków i został z czasem ich atamanem.
W okresie I Dymitriady zrobił karierę jako dowódca u boku Dymitra Samozwańca I. W latach 1606–1607 uczestniczył w powstaniu chłopskim Bołotnikowa. Później był dowódcą w armii Łżedymitra. Stał się jedną z głównych osobistości w obozie tuszyńskim. Został kreowany przez Dymitra Samozwańca II bojarem.
W 1610 roku związał się z carową Maryną Mniszchówną, którą poślubił wcześniej odprawiając do klasztoru pierwszą żonę. Brał udział w walkach przeciwko armii króla polskiego Zygmunta III Wazy i uczestniczył w powstaniach narodowych Prokopa Lapunowa oraz Dymitra Pożarskiego.
Od 1611 roku prowadził niezależną politykę. Stworzył państwo kozackie na południu Rosji ze stolicą w Astrachaniu. Po Soborze Ziemskim w 1613 roku stał się jednym z głównych przeciwników rządów Romanowów. Próbował osadzić na tronie moskiewskim pasierba Iwana Dymitrowicza.
W 1614 roku zbuntowane wojska kozackie wydały go carowi Rosji, Michałowi I Romanowowi, wraz z nim schwytana została Maryna Mniszchówna i jej syn Iwan. Iwan Zarucki został stracony w Moskwie przez nabicie na pal, natomiast syna Mniszchówny powieszono na haku.